# Wiera Klimowicz
Wiera Alaksandrauna Klimowicz (ur. 29 kwietnia 1988 w Mińsku) – białoruska siatkarka, reprezentantka kraju, grająca na pozycji środkowej. 
Jej mężem jest brazylijski trener siatkarski Angelo Vercesi.

## Sukcesy klubowe
Liga białoruska:
- 2007
- 2005, 2006, 2009
- 2008

Liga azerska:
- 2010, 2012

Puchar Challenge:
- 2012
- 2011

Liga włoska:
- 2015

Puchar Finlandii:
- 2017, 2023[1]

Liga fińska:
- 2017
- 2022

Liga izraelska:
- 2019
- 2021

## Sukcesy reprezentacyjne
Liga Europejska:
- 2019